# Torcegno
Torcegno település Olaszországban, Trento megyében. Lakosainak száma 695 fő (2023. január 1.). Torcegno Borgo Valsugana, Fierozzo, Palu del Fersina, Roncegno Terme, Ronchi Valsugana és Telve di Sopra községekkel határos.

## Népesség
A település népességének változása:
| Lakosok száma | 713  | 691  | 695  |
|               | 2017 | 2018 | 2023 |